# استاری بوزدیاک
استاری بوزدیاک (انگلیسی: Stary Buzdyak) یک شهرک در شهرستان بوزدیاکسکی باشقیرستان کشور روسیه است.